# Vas (Italia)
Vas es una localidad y comune italiana de la provincia de Belluno, región de Véneto, con 858 habitantes.

## Evolución demográfica
| Gráfica de evolución demográfica de Vas entre 1861 y 2001 |
|                                                           |
| Fuente ISTAT - elaboración gráfica de Wikipedia           |